# Amour et Compagnie
Pour plus de détails, voir Fiche technique et Distribution.
Amour et Compagnie est un film français de Gilles Grangier sorti en 1950.

## Synopsis
Le comptable d'une compagnie d'assurances, assez farfelu et prompt à pousser la chansonnette, est chargé de surveiller les faits et gestes d'une affriolante Sud-Américaine dont le suicide signifierait l'effondrement de la compagnie. Finalement, le comptable découvre une tentative d'escroquerie à l'assurance et épouse la revêche et ravissante interprète qui assurait la liaison entre la Sud-Américaine et lui-même.

## Fiche technique
- Réalisation : Gilles Grangier
- Scénario, adaptation et dialogues : Marc-Gilbert Sauvajon
- Assistant réalisateur : Stellio Lorenzi
- Photographie : René Gaveau
- Son : Pierre Bertrand
- Décors : Jacques Colombier
- Musique : Johnny Hess et Maurice Vandair
- Compositeur : Jacques Larue
- Chansons : Qu'est-ce que vous dites de ça!, L'amour est un enfant terrible
- Montage : Andrée Danis, assistée de Paulette Fontenelle
- Robes de Pierre Balmain
- Ameublement des Grands Magasins du Louvre
- Tournage et tirage dans les studios Parisiens, sur système Western-Electric
- Laboratoire, L.T.C Saint-Cloud
- Mixage : Carrère
- Production : Sirius-Films
- Chef de production : Lucien Masson
- Directeur de production : Georges Bernier
- Format : Noir et blanc - 1,37:1 - 35 mm - Son mono
- Genre : Comédie
- Durée : 95 minutes
- Date de sortie : 
  - France : 27 janvier 1950
- Visa d'exploitation : 8488
- Affiche : Roger Soubie (France)

## Distribution
- Georges Guétary : Claude Andrieux, le comptable de la compagnie d'assurance-vie "La régulière"
- Gaby Sylvia : Catherine Lecourtois, la nièce du directeur
- Tilda Thamar : Patricia Morrison
- Maurice Escande : M. Lecourtois, le directeur de la compagnie d'assurance
- Paulette Élambert : Mlle Cabirac, la secrétaire du directeur
- Jaque Catelain : Francesco Zoïca, le violoniste
- Jean Sinoël : Le caissier
- René Génin : M. Duchemin, le chef de bureau de la compagnie d'assurance
- Lucien Callamand : Le portier de l'hôtel de Cannes
- Fernand René : Un membre du conseil d'administration
- Pierre Palau : M. Paulau, un membre du conseil d'administration
- Charles Lemontier : M. Dupin, un membre du conseil d'administration
- Hugues Wanner : Un membre du conseil d'administration
- Maxime Fabert : Un membre du conseil d'administration
- Louis Florencie : Chambon, le chef du personnel de la compagnie d'assurance
- Jacques Dynam : Le marin
- Georges Bever : Le portier de l'hôtel de Paris
- Albert Malbert : L'homme sandwich
- Jacques Vertan
- Michèle Brabo
- Les Peter-Sisters
- Robert Fretel
- Jean Morel